# Metropolitan Opera
Metropolitan opera je operna kuća u New Yorku te jedna od najpoznatijih i najprestižnijih opernih kuća u svijetu. Najveća je ustanova namijenjena izvedbi klasične glazbe na prostoru Sjeverne Amerike. Djeluje u sklopu Lincolnova centra za izvedbene umjetnosti na Manhattanu.
Stara zgrada Opere nastala je na temeljima nekadašnje Newyorkške glazbene akademije na Broadwayu, danas poznata kao Stari Metropolitan („Old Met”). Opera se u Lincolnov centar preselila 1966. godine.
Repertoar Opere izvodi se u rasponu od baroknih opera 18. stoljeća do minimalizma kasnog 20. stoljeća, a česte su i izvedbe američkih opernih autora. Godišnje se izvede između 25 i 30 opera u više od 200 izvedbi, a Metropolitan posjeduje i vlastiti televizijski kanal na kojem uživo prenosi nastupe.
U Metropolitanu se barem jednom nastupali svi najveći operni umjetnici 20. stoljeća, a brojem nastupa ističe se američki tenor Charles Anthony s više od 2900 nastupa na pozornici opere u razdoblju između 1954. i 2010. godine.

## Vanjske poveznice
- Službene stranice Opere (engl.) na metopera.org